# Otto Rochlitz
Otto Hugo Julius Gottlieb Rochlitz (* 5. Dezember 1827 in Schwetz (Reg.-Bez. Marienwerder, Westpreußen); † 1872) war zwischen 1857 und 1871 Landrat im Kreis Schubin der preußischen Provinz Posen. Von 1867 bis 1870 vertrat er für die Konservative Partei den Wahlkreis Bromberg 3 im Preußischen Abgeordnetenhaus. 1871 wechselte er als Regierungsrat an die Landdrostei Hildesheim, wo er kurz darauf starb.
Sein Bruder war der Ingenieur und Postrat Eduard Rochlitz.